# Anoura
Anoura is een geslacht van zoogdieren uit de familie van de bladneusvleermuizen van de Nieuwe Wereld (Phyllostomidae). De wetenschappelijke naam van het geslacht werd in 1838 gepubliceerd door John Edward Gray.

## Soorten
Er worden 10 soorten in dit geslacht geplaatst:
- Anoura aequatoris (Lönnberg, 1921)
- Anoura cadenai Mantilla-Meluk & R. J. Baker, 2006
- Anoura caudifer (É. Geoffroy Saint-Hilaire, 1818)
- Anoura cultrata Handley, 1960
- Anoura fistulata Muchhala, Mena, & L. Albuja, 2005
- Anoura geoffroyi J. E. Gray, 1838 – Geoffroys bladneusvleermuis
- Anoura javieri Pacheco, Sánchez-Vendizú, & Solari, 2018
- Anoura latidens Handley, 1984
- Anoura luismanueli Molinari, 1994
- Anoura peruana (von Tschudi, 1844)